# Somalilandski šiling
Somalilandski šiling je službeno sredstvo plaćanja u samoproglašenoj, nepriznatoj državi Somaliland. Označava se simbolom SlSh.

Somalilandski šiling je uveden 1994. godine, kada je zamijenio somalijski šiling, i to u omjeru 100 somalijskih šilinga za 1 somalilandski šiling.

U optjecaju su kovanice od 1, 5, 10 i 20 šilinga, i novčanice od 5, 10, 20, 50, 100, 200, 500, 1000 i 5000 šilinga.

Na kraju godine 2008. jedan američki dolar je vrijedio 7.500 somalilandskih šilinga.